# ريتا سيمونز
ريتا سيمونز (بالإنجليزية: Rita Simons)‏ هي مغنية وعارضة وممثلة بريطانية، ولدت في 10 مارس 1977 في إسكس في المملكة المتحدة.

## وصلات خارجية
- ريتا سيمونز على موقع IMDb (الإنجليزية)
- ريتا سيمونز على موقع ألو سيني (الفرنسية)
- ريتا سيمونز على موقع ديسكوغز (الإنجليزية)
- ريتا سيمونز على موقع قاعدة بيانات الفيلم (الإنجليزية)
- ريتا سيمونز على موقع كينوبويسك (الروسية)